# 圣西巴尔
圣西巴尔（法語：Saint-Cibard，法語發音：[sɛ̃ sibaʁ]）是法国吉伦特省的一个市镇，位于该省东部偏北，属于利布尔讷区。

## 地理
圣西巴尔（44°56'24"N, 0°1'24"W）面积3.54 平方千米，位于法国新阿基坦大区吉倫特省，该省份为法国西南部沿海省份，是法國本土面积最大的省，北起滨海夏朗德省，西临大西洋，南至朗德省，东南接洛特-加龍省，东临多爾多涅省。
与圣西巴尔接壤的市镇（或旧市镇、城区）包括：塔亚克、弗朗克、皮斯甘、圣菲利普代吉耶、莱萨勒德卡斯蒂永。

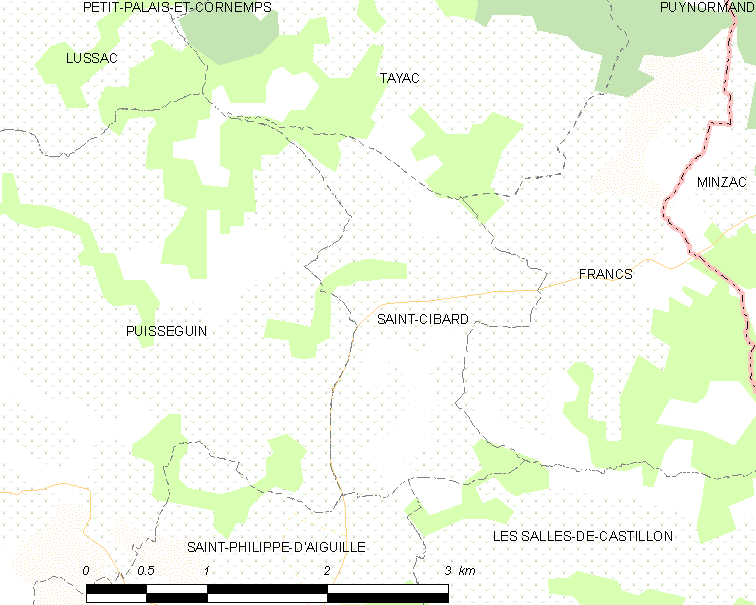
圣西巴尔的OSM定位图

圣西巴尔的时区为UTC+01:00、UTC+02:00（夏令时）。

## 行政
圣西巴尔的邮政编码为33570，INSEE市镇编码为33386。

## 政治
圣西巴尔所属的省级选区为北利布尔奈县。

## 人口

1962-2008年间圣西巴尔人口变化图示

圣西巴尔于2022年1月1日时的人口数量为193人。